# 香坊实验农场
香坊实验农场是一个位于中华人民共和国黑龙江省哈尔滨市香坊区的类似乡级单位，亦是黑龙江省农垦哈尔滨管理局所属的一个国有农场。
香坊实验农场地处哈尔滨市东南郊，有60余年发展史。毗邻哈尔滨市三环路。全场人口6100余人，可利用土地总面积1066公顷。

## 行政区划
香坊实验农场下辖以下单位：
香坊实验场直社区、香坊实验农场畜牧综合服务部生活区和香坊实验农场种植小区生活区。